# L'Arlésienne (film, 1930)
Pour les articles homonymes, voir L'Arlésienne.
Pour plus de détails, voir Fiche technique et Distribution.
L’Arlésienne est un film français réalisé par Jacques de Baroncelli et sorti en 1930. Il s'agit de l'adaptation de la nouvelle éponyme d'Alphonse Daudet.
Sur un fond de gardians, de danses folkloriques et de représentations à l’intérieur des arènes de la ville d’Arles, il dégage un riche témoignage historique sur les costumes et les traditions de l’époque.

## Synopsis
Frédéri, garçon de la campagne et gardien, amoureux fou d’une jeune fille de la ville d’Arles, rencontre avec beaucoup de discrétion sa dulcinée sous les arcades des arènes. Dans la ville les gens jasent, sur ces rencontres, car l’Arlésienne n’est plus une oie blanche : Mitifio en est l’amant depuis deux ans et vient prévenir la famille de Frédéri qui parle déjà de mariage. Rose apprenant la nouvelle, avertit son fils Frédéri de cette déconvenue en lui disant que l’Arlésienne n’est qu’une coquine. Frédéri devient mélancolique et triste, ne trouvant pas de solution, sa mère demande à Vivette, une jeune fille très jolie qu'il connaît depuis l'enfance et qui l'aime en secret, d’avouer son amour pour Frédéri.

## Fiche technique
Sauf indication contraire, les informations mentionnées dans cette section peuvent être confirmées par la base de données cinématographiques Unifrance,  présente dans la section « Liens externes ».

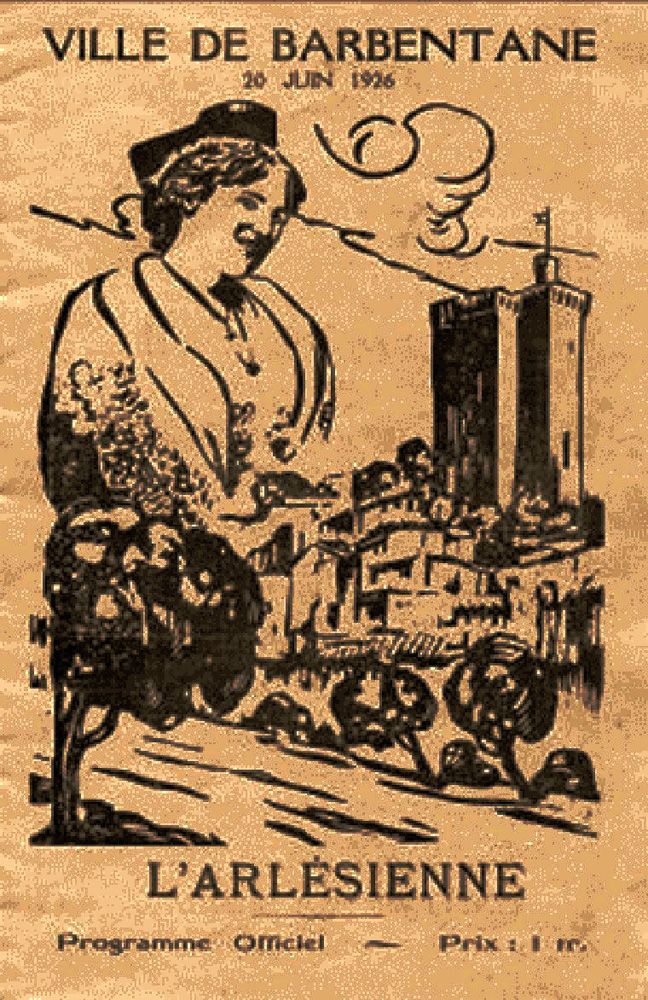
Présentation en avant-première des rushes du film de L'Arlésienne tournés à Barbentane, en 1926.

- Réalisation : Jacques de Baroncelli
- Assistance réalisation : Edmond T. Gréville
- Scénario : Jacques de Baroncelli, d'après la nouvelle éponyme d'Alphonse Daudet
- Musique : Georges Bizet
- Décors : Robert Gys
- Photographie : Jean Bachelet, Louis Chaix et René Colas
- Son : Pearec
- Production : Bernard Natan
- Société de production : Pathé-Natan
- Société de distribution : Pathé Distribution
- Pays de production :  France
- Langue originale : français
- Format : noir et blanc - 35 mm - 1,33:1 – Son mono
- Genre : drame
- Durée : 85 minutes
- Date de sortie : 1930 (Paris)

## Distribution
- Blanche Montel : Vivette
- Charles Vanel :  Gardian Mitifio
- Germaine Dermoz : Rose Mamaï
- Mary Serta	: l'Arlésienne
- Maurice Schutz : Balthazar, le vieux berger
- José Noguero : Frédéri
- Jim Gérald: Marc, le patron
- Jean Mercanton : le petit innocent
- Roland Pégurier : le petit berger

## Tournage
Le tournage a lieu à Arles et en Camargue pour les extérieurs.